# Kiribati ai Giochi della XXXII Olimpiade
Kiribati ha partecipato ai Giochi della XXXII Olimpiade, che si sono svolti a Tokyo, Giappone, dal 23 luglio all'8 agosto 2021 (inizialmente erano previsti dal 24 luglio al 9 agosto 2020 ma sono stati posticipati per la pandemia di COVID-19). La delegazione era composta da tre atleti, due uomini e una donna.

## Delegazione
| Sport             | Uomini | Donne | Totale |
| ----------------- | ------ | ----- | ------ |
| Atletica leggera  | 1      | -     | 1      |
| Judo              | -      | 1     | 1      |
| Sollevamento pesi | 1      | -     | 1      |
| Totale            | 2      | 1     | 3      |

Per timore di poter importare il COVID-19 nel paese, il Kiribati National Olympic Committee ha deciso di inviare ai giochi olimpici solo atleti rimasti all'estero per tutto il periodo della pandemia.

## Risultati

### Atletica leggera
| Q | Qualificato al turno successivo per la posizione in qualificazione                                                           |
| q | Qualificato per il turno successivo per ripescaggio o, negli eventi su campo, conquistando la misura minima per qualificarsi |

Maschile
Eventi su pista e strada
| Atleta       | Evento | Preliminari | Preliminari | Batteria        | Batteria        | Semifinale      | Semifinale      | Finale          | Finale          |
| Atleta       | Evento | Risultato   | Posizione   | Risultato       | Posizione       | Risultato       | Posizione       | Risultato       | Posizione       |
| ------------ | ------ | ----------- | ----------- | --------------- | --------------- | --------------- | --------------- | --------------- | --------------- |
| Lataisi Mwea | 100 m  | 11.25       | 8o          | non qualificato | non qualificato | non qualificato | non qualificato | non qualificato | non qualificato |

### Judo
Femminile
| Atleta        | Evento | 16-esimi                 | Ottavi               | Quarti               | Semifinali           | Ripescaggio          | Med. bronzo          | Finale               | Posizione       |
| Atleta        | Evento | Avversario Risultato     | Avversario Risultato | Avversario Risultato | Avversario Risultato | Avversario Risultato | Avversario Risultato | Avversario Risultato | Posizione       |
| ------------- | ------ | ------------------------ | -------------------- | -------------------- | -------------------- | -------------------- | -------------------- | -------------------- | --------------- |
| Kinaua Biribo | −70 kg | Coughlan (AUS) P (00-10) | non qualificata      | non qualificata      | non qualificata      | non qualificata      | non qualificata      | non qualificata      | non qualificata |

### Sollevamento pesi
Maschile
| Atleta         | Evento | Strappo   | Strappo    | Slancio   | Slancio    | Totale | Classifica |
| Atleta         | Evento | Risultato | Classifica | Risultato | Classifica | Totale | Classifica |
| -------------- | ------ | --------- | ---------- | --------- | ---------- | ------ | ---------- |
| Ruben Katoatau | -67 kg | 105 kg    | 14º        | 140 kg    | 12º        | 245 kg | 12º        |